# 総合美術会社
総合美術会社（そうごうびじゅつかいしゃ）は、セットデザインから造形、小道具、撮影立合いまでを引き受ける、美術業務全てを網羅する会社の呼称。
元々は細分化されていなかった職種だった為、創業が古い会社はこのタイプが多い。

## 主な企業
- NHKアート
- スペースプロジェクト
- 合同会社エターナルウィステリアアーツ
- DELICIOUS+COMPANY
- SEEART
- デリシャスカンパニー
- グレイ美術（総合美術製作会社）
- 日芸 (美術)